# 高柏站
高柏站是一个陇海线上的铁路车站，位于河南省灵宝市故县镇高柏村，建于1931年，目前为五等站，邮政编码为472541。目前客运：办理旅客乘降；不办理行李、包裹托运；不办理货运营业。